# Instabilité de Darrieus-Landau
L'instabilité de Darrieus-Landau est une instabilité hydrodynamique qui se produit dans les flammes pré-mélangées. Elle est causée par la variation de masse volumique due à la dilatation thermique du gaz produit par le processus de combustion. Elle a été prédite indépendamment par Georges Darrieus et Lev Landau,.
Son étude passe par celle de la stabilité d'un front de combustion stationnaire plan, d'épaisseur nulle, soumis à une petite perturbation. L'écoulement est régi par les équations d'Euler en milieu incompressible.La combustion provoque une augmentation de température, donc une diminution de la masse volumique. Une telle configuration est instable quand on la soumet à une petite perturbation, quelle que soit la longueur d'onde de celle-ci. On note que le taux de croissance de l'instabilité est inversement proportionnel à la longueur d'onde.
Dans la réalité cela ne concerne que les longueurs d'onde supérieures à l'épaisseur de flamme et la diffusion, la viscosité ont un effet stabilisateur, tandis que la flottabilité peut jouer dans un sens ou dans l'autre suivant la configuration,,,.

## Relation de dispersion et stabilité

### Taux de croissance de la perturbation
On introduit une perturbation de la nappe plane de la forme {\displaystyle e^{i\mathbf {k} \cdot \mathbf {x} _{\bot }+\sigma t}}, où {\displaystyle \mathbf {x} _{\bot }} est la coordonnée transversales portée par la nappe, {\displaystyle t} est le temps, {\displaystyle \mathbf {k} } est le vecteur d'onde de la perturbation. L'écriture de la relation de dispersion du système permet de connaître le taux de croissance temporelle de la perturbation {\displaystyle \sigma } qui est donné par :
{\displaystyle {\frac {\sigma }{S_{L}k}}={\frac {r}{r+1}}\left({\sqrt {1+{\frac {r^{2}-1}{r}}}}-1\right)}
où {\displaystyle S_{L}} est la vitesse de combustion laminaire (ou la vitesse d'écoulement loin en amont de la flamme dans un référentiel fixé à la flamme), {\displaystyle k=|\mathbf {k} |} et {\displaystyle r=\rho _{u}/\rho _{b}} est le rapport entre la densité des gaz brûlés et celle des gaz non brûlés.
{\displaystyle r>1} pour une flamme, donc le taux de croissance est positif : le système est instable pour tous les nombres d'onde.

### Effet de la gravité
Si on prend en compte la gravité et donc la flottabilité liée au gradient de masse volumique, il peut se superposer le problème de l'instabilité de Rayleigh-Taylor. Le taux de croissance devient :
{\displaystyle {\frac {\sigma }{S_{L}k}}={\frac {r}{r+1}}\left[{\sqrt {1+\left({\frac {r^{2}-1}{r}}\right)\left(1-{\frac {g}{S_{L}^{2}rk}}\right)}}-1\right]}
où {\displaystyle g>0} correspond à  une accélération gravitationnelle pour les flammes se propageant vers le bas, et inversement.
La relation ci-dessus implique que la gravité introduit une stabilité pour les flammes se propageant vers le bas lorsque {\displaystyle k^{-1}>l_{b}=S_{L}^{2}r/g}, où {\displaystyle l_{b}} est une échelle de longueur de flottabilité caractéristique.

### Effet de la diffusion
On définit une épaisseur de flamme par diffusion {\displaystyle \delta _{L}=D_{T}/S_{L}}, où {\displaystyle D_{T}} est la diffusivité thermique. George H. Markstein a montré que la diffusion permet de stabiliser les flammes pour les petites longueurs d'onde {\displaystyle k^{-1}\sim \delta _{L}}, sauf lorsque le coefficient de diffusion du combustible et la diffusivité thermique diffèrent considérablement l'un de l'autre, ce qui conduit à ce que l'on appelle l'instabilité thermo-diffusive conduisant à des structures de Turing (en).
Au final l'instabilité de Darrieus-Landau se manifeste dans la plage {\displaystyle \delta _{L}\ll k^{-1}\ll l_{b}} pour les flammes se propageant vers le bas et {\displaystyle \delta _{L}\ll k^{-1}} pour les flammes se propageant vers le haut.